# Halmstads garnison
Halmstads garnison är en garnison inom svenska Försvarsmakten som verkat i olika former sedan 1906. Garnisonen är belägen i nordvästra Halmstad.

## Historia
Garnisonen bildades 1906 då Hallands regemente flyttade in i nybyggda kaserner på Göteborgsvägen, detta efter att tidigare varit förlagda i Skedala. 1944 utökades garnisonen då Hallands flygflottilj sattes upp vid idag mer känt som Halmstads flygplats. Flottiljen kom att avvecklas och ersattes med olika funktionsskolor inom Flygvapnet. Vidare kom genom luftvärnet försvarsbeslutet 1992 att lokaliseras till garnisonen 1994 i from av Göta luftvärnskår. Sommaren 2000 reducerades garnisonen kraftigt, detta i samband med att Hallands regemente tillsammans med Hallandsbrigaden avvecklades. I samband med försvarsbeslutet 2004 har garnisonen blivit en av Försvarsmaktens större utbildningsplatser i form av officers och teknisk kompetensutbildning.

## Galgberget
När Västgöta-Dals regemente bildades 1624, hade regementet Nygårdsängen som mötesplatser, från 1863 Grunnebo hed, båda i trakten av Vänersborg, där man även hade en expedition. Efter 1901 års härordning, där det beslutades att regementet skulle flytta till Halmstad, uppfördes ett kasernetablissement 1906. Kasernerna uppfördes efter 1901 års härordnings byggnadsprogram efter Kasernbyggnadsnämndens typritningsserie för infanterietablissement. Inför att regementet skulle flyttas till Halmstad, överfördes en av regementets bataljoner till mötesplatsen på Skedalahed i Halland, som fram till 1902 hade tillhört Hallands bataljon (I 28). Den 10 oktober 1906 samlades hela regementet i sina nya kaserner vid Göteborgsvägen i Halmstad. Den 4 maj 1907 högtidlighölls inflyttningen genom en ceremoni. Inför försvarsbeslutet 1958 föreslog regeringen för riksdagen att Infanteriets kadettskola skulle omlokaliseras till Halmstad, samt att reducera större delen av skolans administration. Det med bakgrund till att dess etablissement i Ulriksdal ansågs för trång och att åtgärda detta problem genom nybyggnad ansågs även ytterst begränsade. Det bland annat genom att utbildningsbetingelserna på Järvafältet blev mer och mer beskurna, samtidigt som övriga Stockholmsförband som nyttjade Järvafältet var i behov av förbättrade övningsmöjligheter. Vad som talade för att förlägga skolan till Halmstads garnison och samlokalisera den med Hallands regemente, var att den årliga utbildningskontingent av värnpliktiga vid Hallands regemente skulle minskas. Därmed frigjordes förläggningsmöjligheter vid regementet. Den 1 januari 1962 omlokaliserades skolan till Halmstad, samt omorganiseras till Infanteriets kadett- och aspirantskola (InfKAS). I Halmstad blev skolan en del av Hallands regemente samt underställd dess chef. Genom reformen "Ny befälsordning" kom skolan att omorganiseras den 1 juni 1981 till Infanteriets officershögskola (InfOHS). Genom försvarsbeslutet 1992 beslutades att Göta luftvärnskår skulle lämna Kvibergs kaserner i Göteborgs garnison, för att lokaliseras till Halmstads garnison. Genom samma försvarsbeslut beslutades att Infanteriets officershögskola skulle omlokaliseras till Linköpings garnison. Den 31 augusti 1993 lämnade officershögskolan Galgberget och den 6 maj 1994 marscherade luftvärnet in i Halmstad och välkomnades genom en ceremoni utanför Rådhuset. Göta luftvärnskår samlokaliserades officiellt den 1 juli 1994 med Hallands regemente och övertog Kasern III, vilken fram till 1993 hade hyst Infanteriets officershögskola. I samband med att Hallands regemente avvecklades i juni 2000 övertog Göta luftvärnskår, som vid samma tidpunkt antog namnet Luftvärnsregementet, samordningsansvaret för garnisonen.

## Mickedala
År 1942 påbörjades byggnationen av flottiljen, vilken anlades i byn Mickedala, norr om Halmstad. Fredag den 6 juli 1944 hissades flaggan på kanslihuset för första gången. Kanslihuset hade fram till dess varit provisoriskt inhyst i Sventorps gård. Precis som kanslihuset var det mycket annat inom flottiljen som till en början var provisoriskt. Till exempel när de första värnpliktiga ryckte in vid flottiljen den 29 september 1944, fick de utspisas i tält, och maten tillagades i en provisoriskt uppförd byggnad. År 1945 stod mycket av kasernetablissemanget färdigt. Inför försvarsbeslutet 1958 föreslog regeringen för riksdagen att två flygflottiljer skulle avvecklas, Svea flygflottilj (F 8) och Hallands flygflottilj (F 14). Bakgrunden var att skapa ett ekonomiskt utrymme för modernisering av de kvarvarande delarna av Flygvapnet, bland annat genom införandet av flygplanen Saab 32 Lansen och Saab 35 Draken. Det innebar en satsning på kvalitet framför kvantitet, något som hela försvaret genomgick vid denna tidpunkt. Hallands flygflottilj ansågs illa placerad, då flottiljen låg nära Länssjukhuset i Halmstad. De moderna flygplanen vilka krävde längre rullbanor, skapade buller och vibrationsproblem som störde staden. Bullerproblemen som ansågs allvarliga kunde i viss mån minskas genom anläggning av en ny rullbana. Dock så skulle en sådan investering landa på cirka 4,5 miljoner kronor. Med bakgrund till dessa problem ansågs Svea flygflottilj (F 8) och Hallands flygflottilj (F 14) hade de största svårigheter inom flygvapnet med att samordna militära och civila intressen. En avveckling av Hallands flygflottilj skulle heller inte medföra några svåra flygoperativa nackdelar. Dock ansågs flottiljen med dess hangarutrymmen samt etablissementet vara i ett gott skick, samt ha en god närhet till bomb- och skjutplatser. Vidare hade staten genom ett avtal från den 9 juli 1942 med Halmstads kommun, vissa förbindelser till om flygflottiljen skulle avvecklas och området inte skulle användas för en ständig militär förläggning av motsvarande omfattning. Därmed öppnades möjligheter för fortsatt verksamhet på flottiljområdet, även om flygflottiljen avvecklades. I december 1958 antog riksdagen propositionen, vilken bland annat innebar att Hallands flygflottilj skulle avvecklas som tidigast budgetåret 1961/1962. Året därpå föreslog chefen för flygvapnet, som ersättning till Halmstad, att de ingående skolorna i Flygvapnets centrala skolor (FCS) skulle förläggas till Halmstad. Vidare föreslogs att de två flygflottiljerna, F 8 och F 14, framöver skulle utgöras av två flygkårer. Flygkåren i Halmstad, vilken antog namnet Hallands flygkår, skulle organiseras den 1 oktober 1961 som ett nytt markskoleförband, för att möta de ökade kraven på bas- och underhållstjänst. Den 10 augusti 1961 avtackades den kvarvarande personalen vid Hallands flygflottilj av eskaderchefen general Björn Bjuggren samt flottiljchefen överste Bo Lindgren. Den 1 oktober 1961 inleddes verksamheten vid Hallands flygkår. Därefter har flottiljområdet utgjort en viktig del inom Försvarsmaktens utbildningsverksamhet. Det senaste genom att Försvarsmaktens tekniska skola den 1 januari 2005 etablerades inom flottiljområdet.

## Minnesstenar och minnesmärken
| Bild | Minnessten                              | Koordinater                                     | Kort beskrivning |
| ---- | --------------------------------------- | ----------------------------------------------- | --- |
|      | Hallands regemente                      | 56°41′22″N 12°51′42″Ö / 56.689519°N 12.861804°Ö | Minnessten vid Galgberget över Hallands och Västgöta Dals regemente framför kanslihuset |
|      | Hallands regemente                      | 56°41′22″N 12°51′37″Ö / 56.689443°N 12.860237°Ö | Minnessten på kaserngården vid Galgberget över Hallands regementes 300-årsjubileum |
|      | Hallands regemente och Hallandsbrigaden | 56°41′19″N 12°51′08″Ö / 56.6886°N 12.852244°Ö   | Minnessten vid Landalasjön över Hallands regemente och Hallandsbrigaden |
|      | Luftvärnsregementet                     | 56°41′22″N 12°51′40″Ö / 56.689366°N 12.861224°Ö | Två robotar på plint på kaserngård framför kanslihuset vid Galgberget |
|      | Försvarsmaktens tekniska skola          | 56°41′16″N 12°50′11″Ö / 56.687719°N 12.836478°Ö | Minnessten på Mickedala över omkomna vid Hallands flygflottilj. Minnesmärke av granit till minne av omkomna flygare i flottiljen. Text under ett flygvapenemblem: Till minne av kamrater förolyckade i tjänst vid Kungliga Hallands flygflottilj 1944–1961. |
|      | Försvarsmaktens tekniska skola          | 56°41′16″N 12°50′11″Ö / 56.687719°N 12.836478°Ö | Minnesmärke på Mickedala av metall med två flygplan J35 Draken på sockel av granit. Minnesmärket stod ursprungligen utanför Södra militärområdesstabens byggnaden i Kristianstad men flyttades 2005 till Försvarsmaktens tekniska skola.                    |